# John Garang

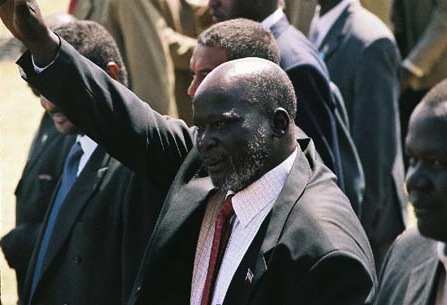
John Garang

John Garang de Mabior (* 23. Juni 1945 in Wagkulei bei Bor; † 30. Juli 2005 im Südsudan; arabisch جون قرنق دي مبيور) war ein südsudanesischer Rebellenführer und Politiker.

## Biografie
Der Dinka Garang wurde als der Sohn einer armen anglikanischen Familie geboren. Nach dem frühen Tod seiner Eltern ging er zum Sekundarunterricht nach Tansania. Er schloss sein Studium am Grinnell College in Iowa, USA, mit einem Bachelor of Science ab. Nach seiner Rückkehr nach Tansania bekam er 1967 eine Stellung an der Universität von Daressalam in Tansania. Er schloss sich der University Students African Revolutionary Front an, einem Zusammenschluss linker Intellektueller. Ugandas heutiger Präsident Yoweri Museveni, mit dem Garang seit der Studienzeit eng befreundet war, der Historiker Walter Rodney und der spätere mosambikanische Präsident Joaquim Alberto Chissano gehörten auch dazu.
1970 kehrte Garang nach Sudan zurück und schloss sich der Anya-Nya-Bewegung an. Nach dem Ende der Rebellion 1972 erhielt Garang, wie die meisten anderen Rebellen auch, eine Position in der sudanesischen Armee. Seine militärische Ausbildung wurde 1974 in Fort Benning in Georgia, USA, fortgeführt. Von 1977 bis 1981 machte er an der Iowa State University seinen Abschluss als Doktor in Wirtschaftswissenschaften (Fachrichtung Agrar-Ökonomie). 1982 unterrichtete er dann als Oberst im aktiven Dienst an der Universität von Khartum und an verschiedenen Militärschulen.
Im Jahr 1983 wechselte Garang die Fronten. Präsident Dschafar Muhammad an-Numeiri bestimmte ihn dazu, eine Meuterei von 500 Soldaten in Bor niederzuschlagen. Garang gründete zusammen mit Kerubino Bol die Sudanesische Volksbefreiungsarmee (SPLA). Es folgte ein zwanzigjähriger Kampf für die Unabhängigkeit Südsudans von Khartum. Garang führte die SPLA diktatorisch und duldete keine abweichende Meinung.
2002 kam es wieder zu Verhandlungen, die ab 2004 zu verschiedenen Verträgen führten, die am 9. Januar 2005 formal im Naivasha-Abkommen in Kraft gesetzt wurden. In den Verträgen wurde festgelegt, dass sich beide Seiten sechs Jahre um die Einheit bemühen sollten. Für 2011 wurde ein Referendum festgelegt, danach sollten innerhalb von sechs Monaten die Grundlagen eines geeinten Sudans oder die Abspaltung des Südens beschlossen werden. Garang strebte einen reformierten Gesamtstaat an: Er gewann nun auch im Norden Anhänger. Er konnte sich gute Chancen ausrechnen, die für 2010 geplanten Wahlen im Sudan gewinnen zu können. Die Mehrheit in der SPLA dagegen wollte einen unabhängigen Süden.
Ende des Jahres 2004 musste Garang einen SPLA-internen Putschversuch von Offizieren abwehren. Diese wollten lieber Unabhängigkeit für den Süden als den erreichten Friedensvertrag. Sie wurden von der Nummer zwei der Organisation, Salva Kiir Mayardit, geführt. Nach einer Friedensvereinbarung am 9. Juli 2005 wurde Garang als Erster Vizepräsident Sudans eingeführt. Auch wurde dem Süden des Landes mittelfristig die Unabhängigkeit in Aussicht gestellt.
Am 1. August 2005 gab die Regierung Garangs Tod bekannt. Auf dem Rückflug von einem Treffen mit Yoweri Museveni sowie Vertretern der USA und der EU in Uganda wurden er und 13 weitere Insassen am 31. Juli beim Absturz des Hubschraubers in den Imantong-Bergen getötet. Als Absturzursache wurden schlechte Wetterbedingungen angegeben. Nach seinem Tod brachen in der Hauptstadt Khartum Unruhen aus. In dieser Lage bestimmte die SPLA seinen bisherigen Stellvertreter Salva Kiir Mayardit zum neuen Anführer, der damit auch zum Vizepräsidenten Sudans nominiert wurde.

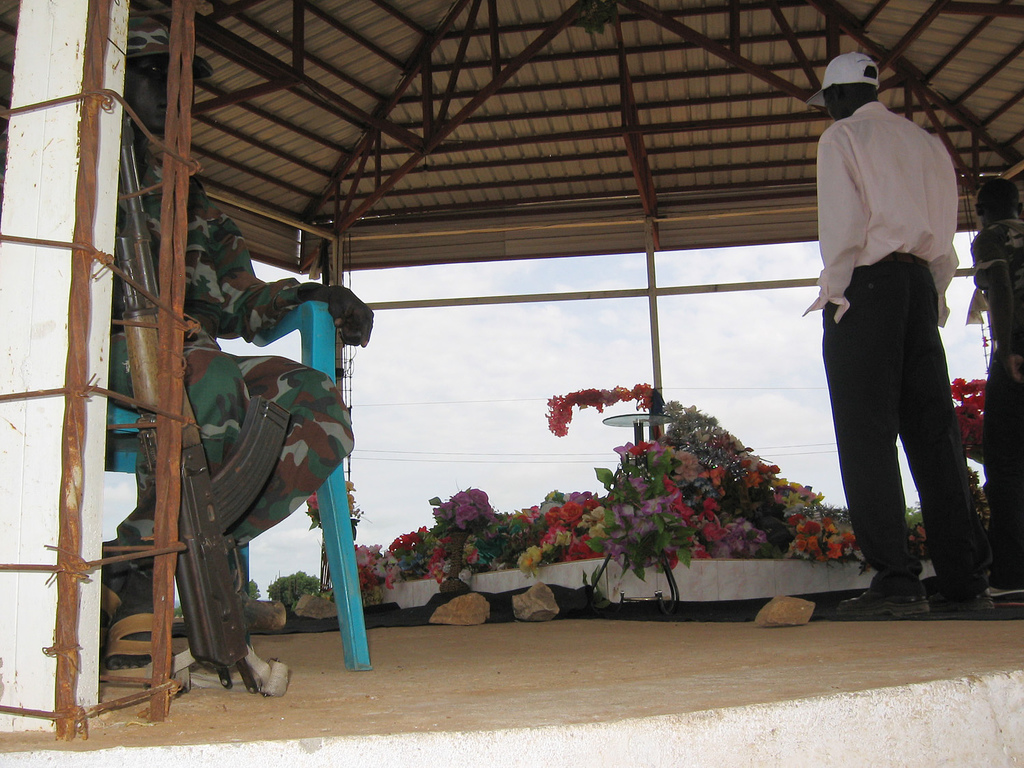
Grab von John Garang in Juba

Noch zwei Tage vor seinem Tod äußerte sich Garang in einem Interview gegenüber Vertreterinnen des Internationalen Katholischen Missionswerks missio in seinem Hauptquartier New Site im Südsudan nahe der kenianischen Grenze. Er erläuterte seine Pläne für den neuen Frieden im Südsudan und nannte die Kirche einen Partner für die künftige soziale und ökonomische Entwicklung des Landes.
John Garang wurde am 6. August 2005 in einem Mausoleum nahe der Allerheiligen Kathedrale in Juba beigesetzt. Unter den Trauergästen waren der südafrikanische Präsident Thabo Mbeki, der sudanesische Präsident Omar al-Baschir und der neue Anführer der SPLA Salva Kiir. Letztere betonten dabei erneut, dass sie an dem Friedensplan vom Januar 2005 ohne Abstriche festhalten wollten, der den 21 Jahre andauernden Sezessionskrieg im Südsudan beendete.
Nach seinem Tod setzte die SPLA auf die Unabhängigkeit – die Möglichkeit für einen reformierten Gesamtsudan war vorbei.